# Thrombus challengeri
Thrombus challengeri är en svampdjursart som beskrevs av William Johnson Sollas 1886. Thrombus challengeri ingår i släktet Thrombus och familjen Thrombidae.
Artens utbredningsområde är havet kring Vanuatu. Inga underarter finns listade i Catalogue of Life.